# ベリーズシティ
ベリーズシティ（英語: Belize City、スペイン語: Ciudad de Belice）は、ベリーズ最大の都市。ベリーズ市とも表記される。カリブ海に面し、ベリーズ川の河口に位置する港湾都市である。またベリーズ郡の行政府所在地となっている。人口は、6万5,173人（2020年推計）。

## 概要
この場所はマヤ文明のころホルズズという小さな町であった。
1638年、入植しにやって来たイギリスの製材業者が建設。ベリーズ川の河口にあるため内陸へのアクセスは良好で、かつ周囲の海域は比較的航行しやすいという好条件が揃っていたため、本国や他の植民地への物流・往来の拠点として発展し、ホンジュラス植民地の中心地となった。1911年にタウン（町）となり、1943年にシティ（市）へ昇格した。
しかしハリケーンによって津波や高潮の被害を度々受けており、1961年のハリケーン・ハティでは市街の約7割が壊滅的被害にあった。そのため植民地政府は自然災害の被害が少ない地域への遷都を決定し、1970年8月3日に首都を内陸のベルモパンに移した。ただし、ベリーズ中央銀行といった一部の首都機能は保持しているほか、現在でも同国最大の都市として経済の中心地であり続けている。

## 地理
ベリーズシティはベリーズ郡に属しており、郡の中央部、ベリーズの北部に位置する。
東部はカリブ海（ホンジュラス湾）に面している。
ベリーズシティ南西部65 kmにはベリーズの首都ベルモパンが位置している。

## 交通

### 空港
- フィリップス・S・W・ゴールドソン国際空港が町の北西に位置する。
- ベリーズシティ市立空港が市内に位置する。

### 航路
- アンバーグリスキーやキーカーカーに行くためのフェリーが存在する。

## 対外関係

### 姉妹都市・提携都市
- アナーバー（アメリカ合衆国 ミシガン州）
- エバンストン（アメリカ合衆国 イリノイ州）
- プレーリービュー（アメリカ合衆国 テキサス州）
- 高雄市（中華民国 直轄市）
- 麗水市（大韓民国 全羅南道）